# 僕らをのせたバスは
「僕らをのせたバスは」（ぼくらをのせたバスは）は、NHKの音楽番組『みんなのうた』で、2005年2月～3月に放送された楽曲。作詞：佐々木厚、作曲：白峰美津子、編曲：中山篤英、歌：アツキヨ。